# EC 1.16.8
La EC 1.16.8 è una sotto-sottoclasse della classificazione EC relativa agli enzimi. Si tratta di una sottoclasse delle ossidoreduttasi che include enzimi che ossidano ioni metallici con flavina come accettore.

## Enzimi appartenenti alla sotto-sottoclasse
| numero EC   | nome accettato                              |
| ----------- | ------------------------------------------- |
| EC 1.16.8.1 | acido a,c-diammide cob(II)irinico reduttasi |